# ديك ويلسون (عازف جاز)
ديك ويلسون (بالإنجليزية: Dick Wilson)‏ هو عازف جاز أمريكي، ولد في 11 نوفمبر 1911 في إلينوي في الولايات المتحدة، وتوفي في 24 نوفمبر 1941 في نيويورك في الولايات المتحدة.

## وصلات خارجية
- ديك ويلسون على موقع ميوزك برينز (الإنجليزية)
- ديك ويلسون على موقع ديسكوغز (الإنجليزية)